# Filippo della Valle
Filippo della Valle, född 26 december 1698 i Florens, död 29 april 1768 i Rom, var en italiensk skulptör under senbarocken.
Filippo della Valles främsta skulpturer är Innocentius XII:s gravmonument i Peterskyrkan samt den allegoriska Måttfullheten (1732) i Cappella Corsini i San Giovanni in Laterano. För Fontana di Trevi utförde han de allegoriska skulpturerna Överflödet och Hälsan.
Han har även utfört marmorreliefen Bebådelsen (1750) i Sant'Ignazio.
Tillsammans med Ferdinando Fuga utförde han gravmonumentet över Thomas Dereham (cirka 1739) i kyrkan San Tommaso di Canterbury i närheten av Piazza Farnese. Valle skulpterade de bägge allegoriska gestalterna Tron och Troheten.

## Verk i urval
- Gravmonument över Manuel Pereira de Sampaio – Sant'Antonio dei Portoghesi[2][3][4]
- Carlo Cerri (byst) – Cappella Cerri, Il Gesù[5]
- Clemens XII (byst) – San Giovanni dei Fiorentini[6]
- Gravmonument över Girolamo Samminiati – San Giovanni dei Fiorentini[7]
- Måttfullheten – Cappella Corsini, San Giovanni in Laterano[8]
- Caritas och Rättvisan – San Pietro in Vaticano[9]
- Skulpturer på fasaden – Palazzo della Consulta[10]
- Överflödet och Hälsan – Fontana di Trevi[11]
- Tron och Troheten – Gravmonument över Thomas Dereham, San Tommaso di Canterbury[12]

## Bilder
| - Gravmonument över Manuel Pereira de Sampaio i kyrkan Sant'Antonio dei Portoghesi. - Överflödet, Fontana di Trevi. |